# Impaled Nazarene
Impaled Nazarene este o formație de black metal din Finlanda fondată în anul 1990.

## Albume de studio
- Tol Cormpt Norz Norz Norz  (1992)
- Ugra-Karma  (1993)
- Suomi Finland Perkele  (1994)
- Latex Cult  (1996)
- Rapture  (1998)
- Nihil  (2000)
- Absence of War Does Not Mean Peace  (2001)
- All That You Fear  (2003)
- Pro Patria Finlandia  (2006)
- Manifest  (2007)
- Road to the Octagon  (2010)
- Vigorous and Liberating Death  (2014)